# Gréolières
Gréolières település Franciaországban, Alpes-Maritimes megyében. Lakosainak száma 606 fő (2022. január 1.). Gréolières Aiglun, Andon, Cipières, Courmes, Coursegoules, Le Mas és Roquestéron-Grasse községekkel határos.

## Népesség
A település népességének változása:
| Lakosok száma | 250  | 311  | 380  | 525  | 597  | 606  | 586  | 570  | 564  | 606  |
|               | 1968 | 1982 | 1990 | 2006 | 2013 | 2015 | 2017 | 2019 | 2020 | 2022 |